# Renesanssi
Renesanssi – pierwsza studyjna płyta Fintelligens. Wydany został 1 listopada 2000 roku przez Sony Music A/S.

## Lista utworów
1. "Renesanssi" (intro)
2. "Kaikki tietää"
3. "Maanalainen armeija"
4. "Renesanssi (skit)"
5. "Renesanssi"
6. "Kelaa sitä"
7. "Kellareiden kasvatit"
8. "Katujen jättämät jäljet"
9. "Taidetta / liiketoimintaa"
10. "Iso H biitti"
11. "Viikonloppuilta"
12. "Petter & Peewee skit"
13. "Stockholm-Helsinki"
14. "Meidän Hip-Hop"
15. "Voittamaton"
16. "Elastinen biitti"
17. "7 Veljestä"